# Joseph de Mouzilly Saint-Mars
De markies Joseph Harker Bois de Mouzilly Saint-Mars (Huismes, 6 augustus 1874 – Pasadena 25 februari 1942) was de tweede voorzitter van de Fédération Internationale des Clubs Motocyclistes. Zijn voorzitterschap duurde slechts twee jaar: 1905 en 1906.

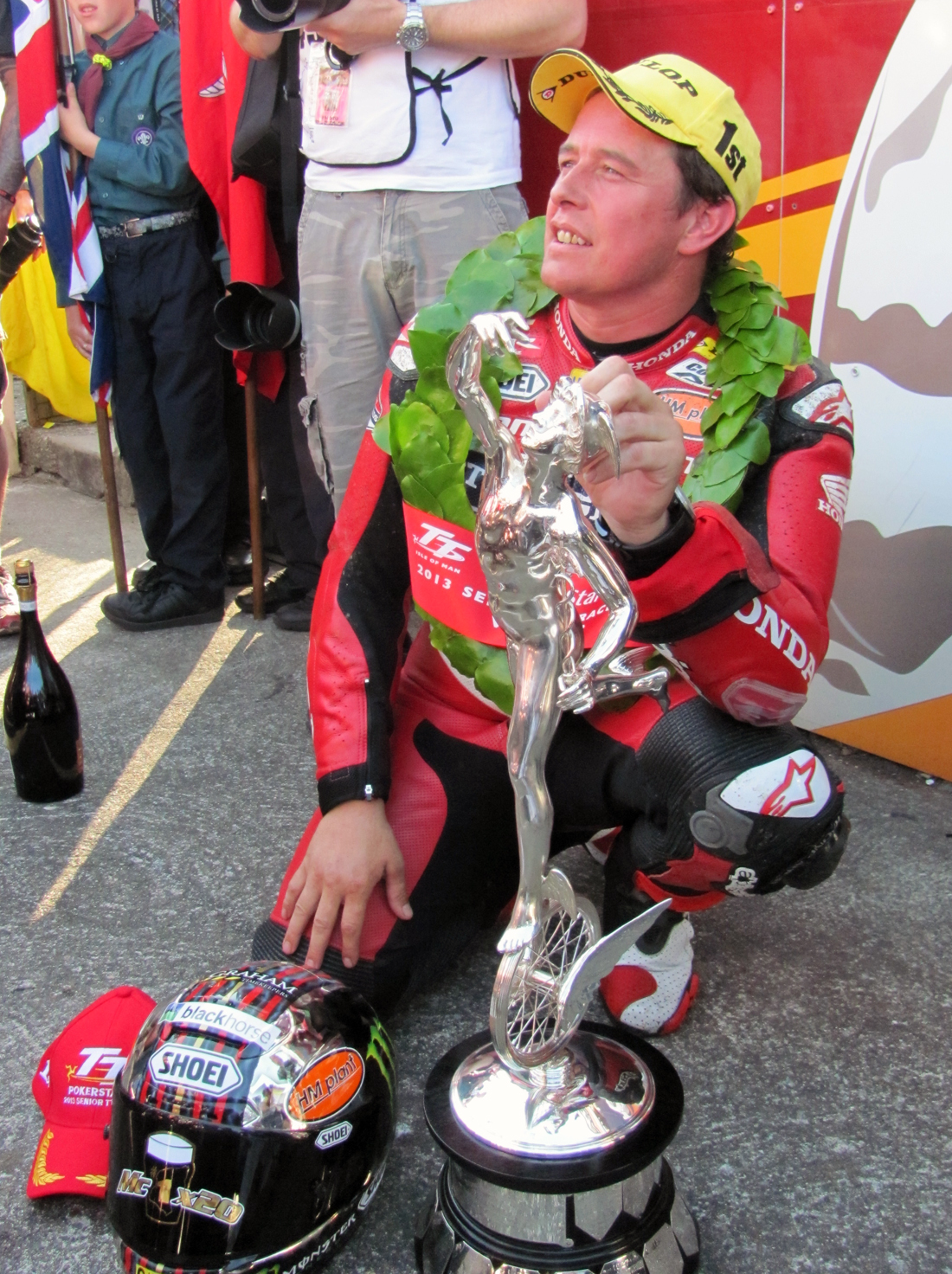
John McGuinnes met de Mouzilly St. Mars Trophy na zijn overwinning in de Senior TT van 2013

Hoewel Frans van geboorte werd Mouzilly Saint-Mars op 7 juli 1905 gekozen als lid van de Britse Auto Club, net na de tweede Trophée International in Dourdan op 25 juni. Tijdens het tweede FICM-congres in Parijs op 12 december werd hij gekozen tot voorzitter. De Trophée International, en vooral de organisatie ervan, was een doorn in het oog van de Britten, die in 1904 ernstig benadeeld waren en in 1905 onder protest hadden deelgenomen. In 1906 ging Mouzilly Saint-Mars naar Patzau (Oostenrijk-Hongarije), waar opnieuw alles in het voordeel van de Oostenrijkers met hun Puchs was georganiseerd. Tijdens de treinreis na deze derde Trophée Internationale, waar de ergernissen van de Britten tot het kookpunt waren gestegen, bespraken de gebroeders
Charlie en Harry Collier, Freddie Straight (secretaris van de Auto-Cycle Union) en de markies de Mouzilly Saint-Mars mogelijkheden om op eigen grond een internationale wedstrijd te organiseren, waarbij men zelf kon toezien op een eerlijk verloop. Op het autonome Eiland Man, waar de Britse verkeerswetgeving niet gold, waren al in 1904 autoraces toegestaan en de motorrijders hadden er in 1905 getraind en gekwalificeerd voor de tweede Internationale Trofee. Zo ontstond in 1907 de TT van Man. Toen die eenmaal bestond én het "Circuit des Ardennes" op het vasteland de belangrijkste race was geworden, was het vonnis over de Trophéé International geveld. De markies stelde voor de TT een trofee beschikbaar. Deze "Mouzilly St. Mars Trophy" wordt als replica uitgereikt aan de winnaars van de Isle of Man TT.
Na 1906 ging de FICM min of meer ter ziele, omdat ze niet goed functioneerde. Men had problemen met het vaststellen van reglementen, ook omdat de ontwikkelingen in de motorfietsindustrie zo snel gingen. Men kon wel eisen stellen aan bijvoorbeeld het maximale gewicht van motorfietsen, maar cilinderinhoudsklassen bestonden nog niet. Zo kon een bepaald merk snel voordeel behalen door de toepassing van versnellingsbakken, koppelingen, gestuurde kleppen et cetera.
Toen de Britse Auto-Cycle Union en de Nederlandsche Motorwielrijders Vereeniging samen internationale wedstrijden gingen organiseren, was er weer behoefte aan een overkoepelende internationale bond en zij bliezen in 1912 de FICM nieuw leven in. In dat jaar werd de markies de Mouzilly Saint-Mars gekozen als Patroon van de FICM, als dank voor zijn verdiensten. De nieuwe voorzitter werd Sir Arthur Stanley, Brits parlementslid.